# Oficina Cultural de la Embajada de España en México
La Oficina Cultural de la Embajada de España en México es una dependencia de la Embajada de España en México que promueve la cooperación cultural entre ambos países, con especial énfasis en la difusión de la cultura española. Trabaja en conjunción con Acción Cultural Española y la Agencia Española de Cooperación Internacional para el Desarrollo. Su director es Ignacio Martínez del Barrio.

## Funciones
La oficina tiene en sus funciones:
- Desarrollar y consolidar las relaciones con las autoridades culturales de México, en todos sus niveles.
- Asesorar y apoyar a actores culturales de España que deseen realizar actividades en México.
- Interactuar con agentes privados para fomentar las industrias culturales en ambos países.

## Actividades en las que participa
La oficina coopera en iniciativas culturales como:

### Cine
La OCEMX trabaja en aumentar la oferta de cintas españolas en México, apoya certámenes, concursos y festivales, así como el préstamo del material fílmico que le pertenece a la AECID.
- Apoyo a festivales y muestras de cine en México
- Apoyo a festivales y muestras de cine en España
- Apoyo a distribuidoras mexicanas
- Selección y préstamo de cine de España
- Asesoría en distribución, exhibición y producción de cine
- Apoyo a proyectos y asesoría para el desarrollo de los mismos.

### Música
Las líneas de trabajo en música son:
- Búsqueda e identificación de sedes en México para conciertos según tipos de género
- Acuerdo con instituciones públicas
- Mediación y apoyo a la estancia de músicos españoles.
- Presencia de artistas españoles en festivales mexicanos

### Humanidades
Las principales actividades en Humanidades de la OCEMX son:
- Fomento a la lectura de autores españoles y aumento a la presencia editorial de España en el país.
- Apoyo a autores españoles para su participación en actividades relacionadas como festivales y/o coloquios.
- Apoyo a actividades como congresos, ferias y seminarios en los que participen autores españoles.

### Artes escénicas
- Vinculación con entidades culturales
- Apoyo y participación en festivales de artes escénicas
- Coproducción de proyectos de artistas españoles en México
- Asesoría a proyectos escénicos.

### Artes visuales
Las actividades de la OCEMX relativas a las artes visuales son:
- Promoción de exposiciones artísticas de primer nivel, así como la procuración de su impacto mediático
- Fomentar la presencia de artistas españoles en México
- Difusión de artes visuales españolas desde un punto de vista pedagógico.

## Espacio de exposición
Desde 2011 la OCEMX inauguró un espacio de exposición fotográfico en las instalaciones de la embajada española en la colonia Polanco, que se inauguró con la exposición "Interrupciones".